# Григор'єв Олександр Володимирович
Олександр Володимирович Григор'єв (рос. Александр Владимирович Григорьев; * 6 лютого 1943, Москва — † жовтень 1971, Москва) — радянський футболіст. Півзахисник, грав, зокрема за «Спартак» (Москва), «Локомотив» (Москва) і «Шахтар» (Донецьк). Майстер спорту СРСР (1961).

## Кар'єра
Вихованець московської ФШМ (Футбольна школа молоді).
Півзахисник, виступав за клуби: «Спартак» (Москва), «Локомотив» (Москва), «Карпати» (Львів), «Таврія» (Сімферополь) і «Шахтар» (Донецьк).
Загинув у дорожньо-транспортній пригоді.